# Karátson János
Karátson János (Budapest, 1966. június 3. –) magyar matematikus, egyetemi tanár, a Magyar Tudományos Akadémia doktora (2012). Fő kutatási területe a numerikus analízis és numerikus funkcionálanalízis, lineáris és nemlineáris elliptikus parciális differenciálegyenletek numerikus megoldási módszerei, továbbá numerikus módszerek kvalitatív tulajdonságai.

## Életpályája
Karátson Gábor és Granasztói Szilvia gyermekeként született. Középiskolai tanulmányait a Budapesti Fazekas Mihály Általános Iskola és Gimnáziumban végezte 1980 és 1984 között, egyetemi tanulmányait az ELTE matematika szakán folytatta, ahol 1990-ben szerzett diplomát. Doktori tanulmányait, Czách László témavezetésével, az ELTE Alkalmazott Analízis Tanszékén végezte, 1997-ben szerzett doktori fokozatot. Doktori disszertációjának címe: Gradient method for operator equations (Gradiens módszerek operátoregyenletekre).
1990-ben, Simon Péterrel és Pfeil Tamással együtt, oktatóként csatlakozott az Alkalmazott Analízis Tanszékhez (amely 2005 óta Alkalmazott Analalízis és Számításmatematikai Tanszék nevet viseli). Habilitációs dolgozatát 2011-ben védte meg, kitűnő minősítéssel. 2012-től pedig a Magyar Tudományos Akadémia doktora, nem sokkal ezután kapta meg egyetemi tanári kinevezését. MTA Doktori disszertációjának címe: Operator methods for the numerical solution elliptic PDE problems (Operátor módszerek nemlineáris elliptikus parciális differenciálegyenletek numerikus megoldására). 2013-óta a BME-n félállású egyetemi tanári tisztséget is betölt.

## Munkássága
Kutatási területe a numerikus analízis, elsősorban numerikus funkcionálanalízis. Főbb érdeklődési területei: lineáris és nemlineáris elliptikus parciális differenciálegyenletek numerikus megoldási módszerei, illetve ehhez szorosan kapcsolódva nemlineáris elliptikus egyenletek végeselemes diszkretizációinak prekondicionált iterációs megoldásainak vizsgálata. Ezen témákban több jelentős cikke jelent meg Owe Axelssonnal közösen. Jelentős eredményeket bizonyított numerikus módszerek kvalitatív tulajdonságaival kapcsolatban, különböző diszkrét maximum-elvek bizonyítva nemlineáris elliptikus feladatokra, elsősorban Sergey Korotovval, Faragó Istvánnal és Horváth Róberttel közösen.
Erdős-száma 3.

## Főbb publikációi

### Szakcikkek
Publikációs listája: a MathSciNet-en ,
a Google Scholar-on ,
és az MTMT-ben .
- J. Karátson, S. Korotov. Discrete maximum principles for finite element solutions of nonlinear elliptic problems with mixed boundary conditions. Numerische Mathematik 99(4):669-698, 2005.
- O. Axelsson, J. Karátson. Mesh independent superlinear PCG rates via compact-equivalent operators. SIAM Journal on Numerical Analysis 45(4):1495-1516, 2007.
- I. Faragó, J. Karátson, S. Korotov. Discrete maximum principles for nonlinear parabolic PDE systems. IMA Journal of Numerical Analysis 32(4):1541-1573, 2012.
- O. Axelsson, J. Karátson. Superlinearly convergent CG methods via equivalent preconditioning for nonsymmetric elliptic operators. Numerische Mathematik 99(2):197-223, 2004.
- J. Karátson, I. Faragó. Variable preconditioning via quasi-Newton methods for nonlinear problems in Hilbert space. SIAM Journal on Numerical Analysis 41(4):1242-1262, 2003.

### Könyvek, egyetemi jegyzetek, tankönyvek
- Faragó István, Karátson János: Numerical Solution of Nonlinear Elliptic Problems via Preconditioning Operators. Theory and Applications. Advances in Computation, Volume 11, NOVA Science Publishers, New York, 2002.
- Karátson János, Numerikus funkcionálanalízis Archiválva 2012. szeptember 16-i dátummal a Wayback Machine-ben
- Horváth Róbert, Izsák Ferenc, Karátson János: Parciális differenciálegyenletek numerikus módszerei számítógépes alkalmazásokkal Archiválva 2015. szeptember 20-i dátummal a Wayback Machine-ben